# Ауди
„Ауди“ (Audi AG) е германски автомобилен производител със седалище в Инголщат, Бавария, Германия. Част е от Фолксваген Груп  от 1964 г., като марката винаги е била символ на качество, сигурност, комфорт и здравина.
Автомобилите Ауди се произвеждат освен в заводите в Инголщат (37 400 заети), Некарзулм (15 163 заети), и в автомобилните заводи в Дьор (Унгария) (10 337 заети) и Брюксел (Белгия) (2548 заети). Коли с марката Audi се произвеждат и в заводите Volkswagen в Братислава (Словакия) и в Калуга (Русия), които си сътрудничат със заводите на „Шкода Ауто“ в Аурангабад (Махаращра, Индия) и със завода за седалки в Марторел (Испания). В Азия Audi се прави също в INDOMOBIL/Garuda Mataram Motor в Джакарта (Индонезия) и във Фошан и Чанчун (Китай).
Мотото на фирмата гласи „Vorsprung durch Technik“, което може да бъде преведено като „Напредък (или предимство) чрез техника“.

## История
Историята на Audi AG е тясно свързана с фирмите Horch, DKW, Wanderer и NSU. В сегашния си вид концернът съществува от март 1969 г., когато NSU Motorenwerke AG и Auto Union GmbH се сливат под името Audi NSU Auto Union AG със седалище в Некарзулм. През 1985 г. централата е преместена в Инголщат, а името е сменено на Audi AG.
Произходът на Ауди може да бъде проследен до началото на 20 век. На 14 ноември 1899 г. Аугуст Хорх основава фирмата за производство на автомобили August Horch & Cie. През 1909 г., след пререкания с надзорния съвет, той напуска и на 16 юли 1909 г. основава нова фирма – August Horch Automobilwerke GmbH със седалище в Цвикау. След като губи съдебния спор за правата над марката Horch, Хорх променя названието на фирмата си и от 25 април 1910 г. тя се казва Audi Automobilwerke GmbH. Противно на разпространеното мнение, че Audi е съкращение на Auto Union Deutschland Ingolstadt, името има съвсем друг произход. След като губи правата над марката, Хорх провежда среща със своя познат Франц Фикенчер, на която обсъждат идеи за ново име на фирмата. В същата стая присъства и десетгодишният син на Фикенчер, който седи настрана и учи урока си по латински. Заслушвайки се в разговора на възрастните, той предлага фирмата да се казва Audi: на латински Audi! означава Слушай!, а в превод на немски – Horch!, както се изписва и фамилното име на Хорх. Присъстващите въодушевено приемат идеята.
Първият автомобил Audi излиза от завода през юли 1910 г. През 1920 г. Аугуст Хорх напуска Audi, а осем години по-късно компанията е закупена от Йорген Расмусен, собственик на DKW. През 1932 г. Audi се обединява с Horch, DKW и Wanderer под името Auto Union, със седалище в Кемниц. Оттогава датира и емблемата с четирите преплетени кръга, всеки от тях символизиращ една от четирите фирми.
След Втората световна война заводите на Auto Union са частично разрушени. Цвикау попада в Съветската окупационна зона, а фирмата е ликвидирана. На нейно място възниква VEB Automobilwerk Zwickau (AWZ), в която започва производството на P70, който е предшественик на Trabant. На 3 септември 1949 г. с кредити от баварското правителство и с помощи по плана Маршал в Инголщат е основано Auto Union GmbH. Много от работниците от заводите в Цвикау се преместват в Инголщат. Продукцията е възобновена, но сега автомобилите на Auto Union се произвеждат под името DKW.
През 1958 г. Daimler-Benz AG поема основния (87%), а година по-късно – и целия пакет акции на Auto Union. През 1964 г. Volkswagen AG купува завода на Auto Union в Инголщат и възражда марката Audi, а като емблема остават четирите преплетени кръга. През 1965 г. е произведен първият следвоенен автомобил Audi от серията F103, който е подобрен вариант на DKW F102 и първоначално носи името „Audi“, а сред населението е известен като Audi 72 (числото отговаря на броя на конските сили). Следващите модели от тази серия вече официално носят като обозначение числа, които отговарят на броя на конските сили (например Audi 60, Audi 75).
През 1969 г. Auto Union AG се слива с NSU AG. Името е заменено с „Audi NSU Auto Union AG“, а фирмата се сдобива с втори завод и седалище в Некарзулм. Мотото „Vorsprung durch Technik“ се употребява за първи път през януари 1971 г. в реклама на автомобила NSU Ro 80. След като производството на NSU Ro 80 е спряно през 1977 г., приключва и използването на наименованието на продукта NSU.
По време на тестове във Финландия през 1977 г. ръководителят на отдела за тестове Йорг Бензингер установява, че придружаващият автомобил, каран от него – Subaru Leone 4WD Station Wagon, модел 1972 г. със задвижване на четирите колела, произвеждан предимно за армията, е по-бърз в зимни условия дори от тестваните лимузини. След края на тестовете Бензингер убеждава шефовете си да започне разработването на прототип на базата на Audi 80, в който да използва постоянно задвижване 4х4. Тестовете на прототипите показват добри резултати и ръководството на Audi дава зелена светлина за започване на серийно производство. През март 1980 г. официално е представен Audi quattro – първият сериен автомобил в Европа с постоянно задвижване 4х4. Това задвижване жъне световни успехи и постепенно навлиза в цялата гама модели на Audi.
От 1 януари 1985 г. „Audi NSU Auto Union AG“ се преименува на „Audi AG“.
В началото на 90-те Audi започва да се конкурира с BMW и Mercedes в сегмента на луксозните автомобили. През 1990 г. е представен Audi V8. През 1994 г. А4, А6 и А8 заменят съответно Audi 80, Audi 100 и Audi V8. Следващите нови модели в гамата на Audi са компактният А3 (1996), купето ТТ (1998) и конкурентът на А-класата на Mercedes А2. През 2006 г. е представен всъдеходът Q7, а година по-късно – купето А5.

## Иновации
- 1921 г. – Audi Typ K е първият немски сериен автомобил с ляв волан
- 1975 г. – двигател с механично впръскване на бензин, използван за първи път в Audi 80 GT/E, предшественик на GTI двигателя на Volkswagen Golf
- 1977 г. – петцилиндров бензинов двигател с вътрешно горене, серийно вграждан в Audi 100 С2
- 1980 г. – системата quattro
- 1983 г. – първи немски автомобилен производител с разрешение за производство на коли с катализатор
- 1986 г. – всички коли на Audi са напълно поцинковани (галванизирани) и с 6 години гаранция против корозия (в днешни дни – 12 години)
- 1986 г. – procon-ten е алтернатива на еърбеговете и представлява система от стоманени въжета, свързващи кормилото и колана с моторния блок. При челен удар въжетата издърпват волана напред към двигателя, а колана – към седалката и по този начин се предотвратява съприкосновение на главата с кормилото.
- 1988 г. – Audi V8 е първата лимузина от горен клас в серийно производство с постоянно задвижване 4х4.
- 1989 г. – представен е първият TDI двигател, широко използвана днес технология, за първи път приложена в Audi 100 С3 с 5-цилиндров, 2,5-литров TDI
- 1994 г. – разработена е технологията Audi Space Frame (напълно алуминиево купе), което, освен че олекотява автомобила, повишава сигурността на пътниците в случай на катастрофа; за първи път е използвано в Audi А8
- 1999 г. – Multitronic, безстепенна скоростна кутия, за първи път използвана в Audi A6 (4B)
- 2001 г. – Audi А2 1.2 TDI е първият „трицилиндров“ автомобил с пет врати
- 2001 г. – двигател FSI (впръскване под налягане при бензиновите двигатели), технология, заимствана от състезателния модел R8

## Модели
За по-подробно описание на моделите със съответните снимки виж Модели на Ауди.

### Особености
В САЩ и Канада моделът Audi 80 В1 се продава под името Audi Fox, а Audi 80 В2 – като Audi 4000. Audi 5000 С2 и С3 са пригодени за изискванията на северноамериканския пазар версии на Audi 100 С2 и С3 и Audi 200, произвеждани между 1978 и 1991 г.

### Abt Sportsline
Abt Sportsline е фирма, специализирана в тунинговане на автомобили както от марката Audi, така и на Volkswagen, SEAT и Шкода.

### Walter Treser Automobilbau
От 1982 г. фирмата Treser на Валтер Трезер, бивш шеф на отдела за разработка на спортни модели на Audi и по-късно на спортния отдел, също произвежда модифицирани модели на Ауди, например кабрио версия на Audi quattro и високопроходимия вариант на Audi 90, предназначен за арабски шейхове.

## Автомобилен спорт
За подробен списък на успехите на Audi от 80-те години насам виж Списък на успехите на Audi в автомобилните спортове
Големите успехи на Ауди в мотоспорта датират още от 30-те години (когато Audi е една от фирмите под шапката на Auto Union). В последните години автомобили на Audi бележат успехи както в Световния рали шампионат, така и в сериите за туристически автомобили (немските DTM и STW, италианската Superturismo, френската Supertourisme, британската ВССС, американската SPEED World Challenge и шведския шампионат за туристически автомобили), състезанието 24-те часа на Льо Ман и други ралита.

### Ралита
Представеният през 1980 г. Audi quattro печели няколко ралита. Този модел е един от първите, които се възползват от нововъведеното правило, което позволява употребата на задвижване 4х4, и, въпреки скептицизма на много от специалистите, се превръща в успешен състезателен автомобил. С този модел Audi става шампион при конструкторите в Група Б на Световния рали шампионат през 1982 г., а година по-късно финландецът Хано Микола записва името си сред световните шампиони. През 1984 г. Стиг Бломквист с Audi Sport quattro става шампион в Група В на Световния рали шампионат, а Audi печели при конструкторите. През 1986 г. Audi се оттегля от Световния рали шампионат след тежка катастрофа на португалеца Хоаким Сантос с Ford RS200, при която загиват трима и са ранени 30 души, а скоро след това ФИА премахва Група Б от програмата на състезанието.
Audi доминира и в ралито Pikes Peak International Hill Climb в Колорадо, САЩ – изкачване на планински маршрут, дълъг 4,3 km. През 1984 г. Мишел Мутон (Michèle Mouton), първата жена състезател в Световния рали шампионат, печели ралито в своя клас. Година по-късно тя е на първо място и в генералното класиране с модела Audi Sport quattro, като се превръща и в първата жена, счупила рекорда за най-бързо минаване на трасето. Следващата година победител с рекордно време става Боби Ънсър (със същия модел). През 1987 г. печели отново Audi, този път Sport quattro S1 Pikes Peak, пилотиран от Валтер Рьорл, а Рьорл става първият пилот, финиширал за по-малко от 11 минути.
Audi участва и в състезанията по крос рали, където пилоти, управляващи автомобили от тази марка, печелят три титли през 80-те.

### Състезания на писта
След оттеглянето си от ралитата Ауди се ориентира към пистовите шампионати.
Още през първия си сезон в сериите Trans-Am Audi става шампион при пилотите и конструкторите.
През 1990 г. Ауди започва да участва в DTM серията, като през тази и следващата година шампиони стават съответно Ханс-Йоахим Щук и Франк Биела, и двамата с Audi V8 quattro DTM. От 1993 г. Audi участва в Italian Superturismo, French Supertourisme, STW и ВССС, като те отново са повече от успешни. След като през 2000 г. състезанията от DTM са възобновени след няколкогодишно прекъсване, частният отбор Abt Rasing използва модела Audi TT-R DTM, с който Лорен Айело става шампион през 2002 г. През 2004 г. Audi се завръща в DTM като заводски отбор, а Матиас Екстрьом печели шампионската титла.
През 1999 г. Ауди представя модела R8 Le Mans, предназначен за състезанието 24-те часа на Льо Ман. През 2000, 2001, 2002, 2004, 2005 и 2006 (с Audi R10 TDI Le Mans) Audi става шампион.